# 디윈턴황금두더지
디윈턴황금두더지(Cryptochloris wintoni)는 황금두더지과에 속하는 포유류의 일종이다. 남아프리카공화국의 토착종이다. 자연 서식지는 아열대 또는 열대 기후 지역의 건조한 관목지대, 지중해성 관목 식생 지대, 모래 해안가이다. 서식지 감소로 멸종 위협을 받고 있다.